# ВПС (Харків)
ВПС (Харків) — радянська футбольна команда з міста Харків, УРСР (Україна).

## Історія
ВПС/ВВС (Харків) представляв Харківський інститут Військово-Повітряних Сил. У 1949 році став переможцем Кубка Української РСР. У вирішальному матчі переміг одеський «Водник» з рахунком 5:1.
Виступав у чемпіонаті та кубку Харківської області.
ВПС була не єдина студентська (університетська) команда у Харкові. Також була команда студентів ХАІ.

## Досягнення
Кубок УРСР
- Володар (1): 1949